# Giải vô địch bóng đá U-23 Đông Nam Á 2023
Giải vô địch bóng đá U-23 Đông Nam Á 2023 là mùa giải thứ 4 của Giải vô địch bóng đá U-23 Đông Nam Á, giái bóng đá dành cho lứa tuổi dưới 23 do Liên đoàn bóng đá Đông Nam Á (AFF) tổ chức. Giải đấu được tổ chức từ ngày 17 đến ngày 26 tháng 8 tại Rayong, Thái Lan.
Đương kim vô địch Việt Nam đã bảo vệ thành công ngôi vô địch khi vượt qua Indonesia với tỷ số 6–5 trên loạt đá luân lưu sau khi hai đội hòa nhau không bàn thắng trong cả thời gian đá chính và hai hiệp phụ.

## Các đội tuyển tham dự
Giải đấu này không có vòng loại, tất cả các đội tuyển đều được vào vòng chung kết. Singapore đã không tham dự giải đấu vì họ vẫn đang hoàn thiện các đánh giá sau thất bại của họ ở SEA Games 2023 tại Campuchia. Các đội tuyển sau đây từ các liên đoàn thành viên của AFF đã tham dự giải đấu:
| Đội         | Liên đoàn                     | Lần tham dự | Thành tích tốt nhất          |
| ----------- | ----------------------------- | ----------- | ---------------------------- |
| Brunei      | Hiệp hội bóng đá Brunei       | Lần thứ 2   | Vòng bảng (2022)             |
| Campuchia   | Liên đoàn bóng đá Campuchia   | Lần thứ 4   | Hạng tư (2019)               |
| Indonesia   | Hiệp hội bóng đá Indonesia    | Lần thứ 2   | Vô địch (2019)               |
| Lào         | Liên đoàn bóng đá Lào         | Lần thứ 3   | Bán kết (2022)               |
| Malaysia    | Hiệp hội bóng đá Malaysia     | Lần thứ 4   | Hạng tư (2005)               |
| Myanmar     | Liên đoàn bóng đá Myanmar     | Lần thứ 3   | Hạng ba (2005)               |
| Philippines | Liên đoàn bóng đá Philippines | Lần thứ 4   | Vòng bảng (2005, 2019, 2022) |
| Thái Lan    | Hiệp hội bóng đá Thái Lan     | Lần thứ 3   | Vô địch (2005)               |
| Đông Timor  | Liên đoàn bóng đá Đông Timor  | Lần thứ 4   | Bán kết (2022)               |
| Việt Nam    | Liên đoàn bóng đá Việt Nam    | Lần thứ 3   | Vô địch (2022)               |

| Không tham dự |
| ------------- |
| Úc            |
| Singapore     |

## Bốc thăm
Không giống như AFF Cup hay bóng đá nam SEA Games thường được chia thành 2 bảng, giải U-23 Đông Nam Á kém quan trọng hơn, vì vậy với số đội tham dự tương đương, giải đấu được chia thành 3 bảng để giảm bớt số trận thi đấu.
Lễ bốc thăm chia bảng đã được tổ chức vào ngày 29 tháng 5 năm 2023 tại Băng Cốc, Thái Lan và được phát sóng trực tiếp trên kênh YouTube chính thức của giải đấu. Phân loại hạt giống dựa trên thành tích của mỗi đội ở mùa giải trước.
| Nhóm 1                                    | Nhóm 2                                  | Nhóm 3                                   |
| ----------------------------------------- | --------------------------------------- | ---------------------------------------- |
| 1. Thái Lan (H) 2. Việt Nam 3. Đông Timor | 1. Malaysia 2. Campuchia 3. Philippines | 1. Indonesia 2. Lào 3. Myanmar 4. Brunei |

## Đội hình
Cầu thủ sinh vào hoặc sau ngày 1 tháng 1 năm 2000 có đủ điều kiện để tham gia giải đấu. Một đội hình cuối cùng có 23 cầu thủ (ba trong số đó phải là thủ môn) phải được đăng ký một ngày trước trận đấu đầu tiên của giải đấu.

## Trọng tài
| Danh sách trọng tài | Danh sách trọng tài |
| Trọng tài | Trợ lý trọng tài |
| --- | --- |
| Abdul Hakim Mohd Haidi Kasahara Hiroki Souei Vongkham Muhammad Usaid Jamal Choi Hyun-jai Songkran Bunmeekiart Torpong Somsing Ngô Duy Lân | Pisal Kimsy Azizul Alimmudin Hanafiah Kilar Ladsavong Shafiq Ahmad Said Zayar Maung Ashokraj Jeevaraja Apichit Nophuan Nguyễn Trung Việt |

## Địa điểm
| Rayong           | Rayong                   |
| ---------------- | ------------------------ |
| Sân vận động PTT | Sân vận động tỉnh Rayong |
| Sức chứa: 12.000 | Sức chứa: 7.500          |
|                  |                          |

## Vòng bảng
Đội đứng đầu mỗi bảng và đội xếp thứ hai bảng đấu có thành tích tốt nhất giành quyền vào bán kết.

Các tiêu chí
Thứ hạng trong mỗi bảng sẽ được xác định như sau:
1. Điểm số;
2. Kết quả đối đầu trực tiếp giữa các đội liên quan;
3. Hiệu số bàn thắng thua;
4. Số bàn thắng ghi được;
5. Sút luân lưu nếu hai đội liên quan gặp nhau trong trận cuối cùng;
6. Điểm kỷ luật (thẻ vàng: –1 điểm, thẻ đỏ gián tiếp: –3 điểm, thẻ đỏ trực tiếp: –3 điểm, thẻ vàng và thẻ đỏ trực tiếp: –4 điểm);
7. Bốc thăm của ban tổ chức.

Tất cả trận đấu diễn ra theo giờ địa phương (UTC+7)

### Bảng A
| VT | Đội          | ST | T | H | B | BT | BB | HS  | Đ | Giành quyền tham dự     |
| -- | ------------ | -- | - | - | - | -- | -- | --- | - | ----------------------- |
| 1  | Thái Lan (H) | 3  | 3 | 0 | 0 | 8  | 0  | +8  | 9 | Vòng đấu loại trực tiếp |
| 2  | Campuchia    | 3  | 1 | 1 | 1 | 6  | 3  | +3  | 4 |                         |
| 3  | Myanmar      | 3  | 1 | 1 | 1 | 5  | 5  | 0   | 4 |                         |
| 4  | Brunei       | 3  | 0 | 0 | 3 | 1  | 12 | −11 | 0 |                         |

| Campuchia                                                     | 5–0      | Brunei |
| ------------------------------------------------------------- | -------- | ------ |
| - Rotana 5', 50' - Ishak 9' (l.n.) - Chanrith 73' - Pisey 90' | Chi tiết |        |

| Thái Lan                                             | 3–0      | Myanmar |
| ---------------------------------------------------- | -------- | ------- |
| - Phodchara 21' - Chukid 32' - Yotsakorn 89' (ph.đ.) | Chi tiết |         |

| Myanmar                  | 1–1      | Campuchia    |
| ------------------------ | -------- | ------------ |
| - Khun Kyaw Zin Hein 88' | Chi tiết | - Lyhour 13' |

| Brunei | 0–3      | Thái Lan                                       |
| ------ | -------- | ---------------------------------------------- |
|        | Chi tiết | - Varintorn 15' - Pattara 21' - Chiraphong 66' |

| Thái Lan                             | 2–0      | Campuchia |
| ------------------------------------ | -------- | --------- |
| - Ol Tina 50' (l.n.) - Netithorn 80' | Chi tiết |           |

| Brunei       | 1–4      | Myanmar                                                            |
| ------------ | -------- | ------------------------------------------------------------------ |
| - Danish 71' | Chi tiết | - Naung Naung Soe 28' - Swan Htet 47' - Moe Swe 52' - Chit Aye 67' |

### Bảng B
| VT | Đội        | ST | T | H | B | BT | BB | HS | Đ | Giành quyền tham dự     |
| -- | ---------- | -- | - | - | - | -- | -- | -- | - | ----------------------- |
| 1  | Malaysia   | 2  | 2 | 0 | 0 | 5  | 2  | +3 | 6 | Vòng đấu loại trực tiếp |
| 2  | Indonesia  | 2  | 1 | 0 | 1 | 2  | 2  | 0  | 3 | Vòng đấu loại trực tiếp |
| 3  | Đông Timor | 2  | 0 | 0 | 2 | 1  | 4  | −3 | 0 |                         |

| Malaysia                   | 2–1      | Indonesia     |
| -------------------------- | -------- | ------------- |
| - Tierney 54' (ph.đ.), 63' | Chi tiết | - Sananta 29' |

| Indonesia     | 1–0      | Đông Timor |
| ------------- | -------- | ---------- |
| - Sananta 45' | Chi tiết |            |

| Đông Timor   | 1–3      | Malaysia                   |
| ------------ | -------- | -------------------------- |
| - Xavier 41' | Chi tiết | - Alif 5', 64' - Aliff 13' |

### Bảng C
| VT | Đội         | ST | T | H | B | BT | BB | HS | Đ | Giành quyền tham dự     |
| -- | ----------- | -- | - | - | - | -- | -- | -- | - | ----------------------- |
| 1  | Việt Nam    | 2  | 2 | 0 | 0 | 5  | 1  | +4 | 6 | Vòng đấu loại trực tiếp |
| 2  | Philippines | 2  | 0 | 1 | 1 | 2  | 3  | −1 | 1 |                         |
| 3  | Lào         | 2  | 0 | 1 | 1 | 3  | 6  | −3 | 1 |                         |

| Philippines               | 2–2      | Lào                                |
| ------------------------- | -------- | ---------------------------------- |
| - Mamon 23' - Chung 90+2' | Chi tiết | - Phimmasone 39' - Khambaion 90+5' |

| Việt Nam                                                                              | 4–1      | Lào              |
| ------------------------------------------------------------------------------------- | -------- | ---------------- |
| - Somsanid 23' (l.n.) - Nguyễn Minh Quang 72' - Đinh Xuân Tiến 76' - Bùi Vĩ Hào 90+3' | Chi tiết | - Khambaione 52' |

| Philippines | 0–1      | Việt Nam              |
| ----------- | -------- | --------------------- |
|             | Chi tiết | - Nguyễn Hữu Tuấn 18' |

### Xếp hạng các đội đứng thứ hai
Chỉ một đội nhì bảng giành quyền vào bán kết. Kết quả của đội đối đầu với đội xếp thứ tư trong bảng A sẽ không được tính trong bảng xếp hạng này.
| VT | Bg | Đội         | ST | T | H | B | BT | BB | HS | Đ | Giành quyền tham dự     |
| -- | -- | ----------- | -- | - | - | - | -- | -- | -- | - | ----------------------- |
| 1  | B  | Indonesia   | 2  | 1 | 0 | 1 | 2  | 2  | 0  | 3 | Vòng đấu loại trực tiếp |
| 2  | C  | Philippines | 2  | 0 | 1 | 1 | 2  | 3  | −1 | 1 |                         |
| 3  | A  | Campuchia   | 2  | 0 | 1 | 1 | 1  | 3  | −2 | 1 |                         |

## Vòng đấu loại trực tiếp
Trong vòng đấu loại trực tiếp, hiệp phụ và loạt sút luân lưu được sử dụng để quyết định đội thắng nếu cần thiết. Cầu thủ dự bị thứ sáu có thể được thực hiện trong hiệp phụ.

### Sơ đồ
|  | Bán kết             | Bán kết   |                     |       | Chung kết | Chung kết |
|  |                     |           |                     |       |           |           |
|  | 24 tháng 8 – Rayong |           |                     |       |           |           |
|  |                     |           |                     |       |           |           |
|  | Malaysia            | 1         |                     |       |           |           |
|  | Malaysia            | 1         | 26 tháng 8 – Rayong |       |           |           |
|  | Việt Nam            | 4         |                     |       |           |           |
|  | Việt Nam            | 4         | Việt Nam (p)        | 0 (6) |           |           |
|  | 24 tháng 8 – Rayong |           | Việt Nam (p)        | 0 (6) |           |           |
|  |                     | Indonesia | 0 (5)               |       |           |           |
|  | Thái Lan            | Indonesia | 0 (5)               | 1     |           |           |
|  | Thái Lan            |           |                     | 1     |           |           |
|  | Indonesia           | 3         |                     |       |           |           |
|  | Indonesia           | 3         | Tranh hạng ba       |       |           |           |
|  |                     |           |                     |       |           |           |
|  | 26 tháng 8 – Rayong |           |                     |       |           |           |
|  |                     |           |                     |       |           |           |
|  | Malaysia            | 0 (3)     |                     |       |           |           |
|  | Malaysia            | 0 (3)     |                     |       |           |           |
|  | Thái Lan (p)        | 0 (4)     |                     |       |           |           |

### Bán kết
| Malaysia   | 1–4      | Việt Nam                                                               |
| ---------- | -------- | ---------------------------------------------------------------------- |
| - Alif 49' | Chi tiết | - Đinh Xuân Tiến 8', 44' - Nguyễn Quốc Việt 32' - Nguyễn Hồng Phúc 85' |

| Thái Lan     | 1–3      | Indonesia                                       |
| ------------ | -------- | ----------------------------------------------- |
| - Chukid 27' | Chi tiết | - Kelly 10' - Ferarri 23' - Natcha 45+1' (l.n.) |

### Tranh hạng ba
| Malaysia                                          | 0–0      | Thái Lan                                             |
| ------------------------------------------------- | -------- | ---------------------------------------------------- |
|                                                   | Chi tiết |                                                      |
| Loạt sút luân lưu                                 |          |                                                      |
| - Tierney - Aliff - Syahir - Ruventhiran - Khalil | 3–4      | - Thanison - Pattara - Songchai - Thakdanai - Chukid |

### Chung kết
| Việt Nam                                                                                            | 0–0 (s.h.p.) | Indonesia                                                  |
| --------------------------------------------------------------------------------------------------- | ------------ | ---------------------------------------------------------- |
| | Chi tiết     |                                                            |
| Loạt sút luân lưu                                                                                   |              |                                                            |
| - Nguyễn Đức Việt - Đinh Xuân Tiến - Lê Nguyên Hoàng - Trần Nam Hải - Lương Duy Cương - Thái Bá Đạt | 6–5          | - Alfeandra - Arkhan - Frengky - Kelly - Sananta - Ernando |

## Thống kê

### Cầu thủ ghi bàn
Đã có 47 bàn thắng ghi được trong 16 trận đấu, trung bình 2.94 bàn thắng mỗi trận đấu.
3 bàn thắng
- Alif Ikmalrizal
- Đinh Xuân Tiến

2 bàn thắng
- Sor Rotana
- Ramadhan Sananta
- Fergus Tierney
- Chukid Wanpraphao

1 bàn thắng
- Wafiq Danish
- Ean Pisey
- Meas Chanrith
- Kong Lyhour
- Kelly Sroyer
- Muhammad Ferarri
- Khamsa Phimmasone
- Souphan Khambaion
- Thipphachan Khambaione
- Aliff Izwan
- Khun Kyaw Zin Hein
- Naung Naung Soe
- Swan Htet
- Moe Swe
- Chit Aye
- Selwyn Mamon
- Dennis Chung
- Phodchara Chainarong
- Yotsakorn Burapha
- Varintorn Watcharapringam
- Pattara Soimalai
- Chiraphong Raksongkham
- Netithorn Kaewcharoen
- Olagar Xavier
- Nguyễn Minh Quang
- Bùi Vĩ Hào
- Nguyễn Hữu Tuấn
- Nguyễn Quốc Việt
- Nguyễn Hồng Phúc

1 bàn phản lưới nhà
- Jefri Syafiq Ishak (trong trận đấu với Campuchia)
- Sam Ol Tina (trong trận đấu với Thái Lan)
- Natcha Promsomboon (trong trận đấu với Indonesia)
- Phetdavanh Somsanid (trong trận đấu với Việt Nam)

### Kỷ luật
Một cầu thủ hoặc quan chức của đội sẽ tự động bị đình chỉ thi đấu trận tiếp theo nếu vi phạm các lỗi sau:
- Nhận thẻ đỏ (thời gian treo giò có thể kéo dài nếu phạm lỗi nghiêm trọng)
- Nhận 2 thẻ vàng trong 2 trận đấu; thẻ vàng đã bị xóa sau khi trận đấu kết thúc (thẻ vàng không áp dụng cho bất kỳ trận đấu quốc tế nào khác trong tương lai)

Các đình chỉ sau đây đã được thực hiện trong suốt giải đấu:
| Cầu thủ/Quan chức         | Vi phạm                                                                                          | Đình chỉ                                      |
| ------------------------- | ------------------------------------------------------------------------------------------------ | --------------------------------------------- |
| Jaime Rosquillo           | Bảng C gặp Lào (lượt trận 1; 18 tháng 8)                                                         | Bảng C gặp Việt Nam (lượt trận 3; 22 tháng 8) |
| Peter Aung Wai Htoo       | Bảng A gặp Campuchia (lượt trận 2; 19 tháng 8) · Bảng A gặp Brunei (lượt trận 3; 21 tháng 8)     | Đình chỉ sau giải đấu                         |
| Houth Vanneth             | Bảng A gặp Myanmar (lượt trận 2; 19 tháng 8) · Bảng A gặp Thái Lan (lượt trận 3; 21 tháng 8)     | Đình chỉ sau giải đấu                         |
| Saiful Jamaluddin         | Bảng B gặp Indonesia (lượt trận 1; 18 tháng 8) · Bảng B gặp Đông Timor (lượt trận 3; 22 tháng 8) | Bán kết gặp Việt Nam (24 tháng 8)             |
| Cristevão Fernandes       | Bảng B gặp Indonesia (lượt trận 2; 20 tháng 8) · Bảng B gặp Malaysia (lượt trận 3; 22 tháng 8)   | Đình chỉ sau giải đấu                         |
| Kasidit Kalasin           | Bán kết gặp Indonesia (24 tháng 8) · Tranh hạng ba gặp Malaysia (26 tháng 8)                     | Đình chỉ sau giải đấu                         |
| Ubaidullah Shamsul Fazili | Bảng B gặp Đông Timor (lượt trận 3; 22 tháng 8) · Tranh hạng ba gặp Thái Lan (26 tháng 8)        | Đình chỉ sau giải đấu                         |
| Aiman Afif                | Bán kết gặp Việt Nam (24 tháng 8) · Tranh hạng ba gặp Thái Lan (26 tháng 8)                      | Đình chỉ sau giải đấu                         |
| Nguyễn Minh Quang         | Bảng C gặp Philippines (lượt trận 3; 22 tháng 8) · Chung kết gặp Indonesia (26 tháng 8)          | Đình chỉ sau giải đấu                         |

### Các giải thưởng
Các giải thưởng dưới đây đã được trao sau khi giải đấu kết thúc:
| Cầu thủ xuất sắc nhất giải | Thủ môn xuất sắc nhất giải | Vua phá lưới    | Vua phá lưới   |
| -------------------------- | -------------------------- | --------------- | -------------- |
| Arkhan Fikri               | Quan Văn Chuẩn             | Alif Ikmalrizal | Đinh Xuân Tiến |

### Đội hình tiêu biểu của giải đấu
Đội hình tiêu biểu của giải đấu, do ban tổ chức bình chọn, là đội hình gồm những cầu thủ thi đấu ấn tượng nhất tại các vị trí được chọn lựa trong giải đấu.
| Thủ môn        | Thủ môn        | Hậu vệ | Hậu vệ             | Tiền vệ | Tiền vệ         | Tiền đạo | Tiền đạo          |
| -------------- | -------------- | ------ | ------------------ | ------- | --------------- | -------- | ----------------- |
| Quan Văn Chuẩn | Quan Văn Chuẩn | LB     | Frengky Missa      | CM      | Khuất Văn Khang | LW       | Ramadhan Sananta  |
| Quan Văn Chuẩn | Quan Văn Chuẩn | CB     | Songchai Thongcham | AM      | Arkhan Fikri    | CF       | Alif Ikmalrizal   |
| Quan Văn Chuẩn | Quan Văn Chuẩn | CB     | Lương Duy Cương    | CM      | Đinh Xuân Tiến  | RW       | Chukid Wanpraphao |
| Quan Văn Chuẩn | Quan Văn Chuẩn | RB     | Robi Darwis        | CM      | Đinh Xuân Tiến  | RW       | Chukid Wanpraphao |

### Bảng xếp hạng
Bảng này xếp hạng các đội tuyển trong giải đấu. Ngoại trừ hai vị trí đầu tiên, thứ tự các vị trí tiếp được xác định bằng điểm số với các đội lọt vào cùng một giai đoạn
của giải.
Theo quy ước thống kê trong bóng đá, các trận đấu phải quyết định bằng hiệp phụ được tính là thắng thua, trong khi các trận đấu quyết định bằng loạt luân lưu 11m được tính là hòa.

| VT | Đội          | ST | T | H | B | BT | BB | HS  | Đ  | Kết quả chung cuộc  |
| -- | ------------ | -- | - | - | - | -- | -- | --- | -- | ------------------- |
| 1  | Việt Nam     | 4  | 3 | 1 | 0 | 9  | 2  | +7  | 10 | Vô địch             |
| 2  | Indonesia    | 4  | 2 | 1 | 1 | 5  | 3  | +2  | 7  | Á quân              |
| 3  | Thái Lan (H) | 5  | 3 | 1 | 1 | 9  | 3  | +6  | 10 | Hạng ba             |
| 4  | Malaysia     | 4  | 2 | 1 | 1 | 6  | 6  | 0   | 7  | Hạng tư             |
|    |              |    |   |   |   |    |    |     |    |                     |
| 5  | Campuchia    | 3  | 1 | 1 | 1 | 6  | 3  | +3  | 4  | Bị loại ở vòng bảng |
| 6  | Myanmar      | 3  | 1 | 1 | 1 | 5  | 5  | 0   | 4  | Bị loại ở vòng bảng |
| 7  | Philippines  | 2  | 0 | 1 | 1 | 2  | 3  | −1  | 1  | Bị loại ở vòng bảng |
| 8  | Lào          | 2  | 0 | 1 | 1 | 3  | 6  | −3  | 1  | Bị loại ở vòng bảng |
| 9  | Đông Timor   | 2  | 0 | 0 | 2 | 1  | 4  | −3  | 0  | Bị loại ở vòng bảng |
| 10 | Brunei       | 3  | 0 | 0 | 3 | 1  | 12 | −11 | 0  | Bị loại ở vòng bảng |

## Phát sóng
| Quốc gia    | Mạng phát sóng | Kênh truyền hình                             | Nền tảng trực tuyến                                        |
| ----------- | -------------- | -------------------------------------------- | ---------------------------------------------------------- |
| Brunei      | RTB            | RTB Aneka                                    | RTBGo                                                      |
| Campuchia   | Bayon TV       | BTV News                                     | BTV News TV (YouTube), BTV Cambodia, BTV Sports (Facebook) |
| Indonesia   | Emtek          | SCTV, Nex Parabola                           | Vidio                                                      |
| Philippines | Emtek          | SCTV, Nex Parabola                           | Vidio                                                      |
| Đông Timor  | Emtek          | SCTV, Nex Parabola                           | Vidio                                                      |
| Malaysia    | RTM            | Sukan RTM                                    |                                                            |
| Thái Lan    | Truevision     | Truesport 2, Truesport 3                     | Truesport Now, TrueID                                      |
| Việt Nam    | SCTV, VTV      | SCTV15, SCTV17, VTV5 Tây Nam Bộ, VTV Cần Thơ | SCTV Online, MyTV, TV360, FPT Play                         |